# یوگا، توکیو

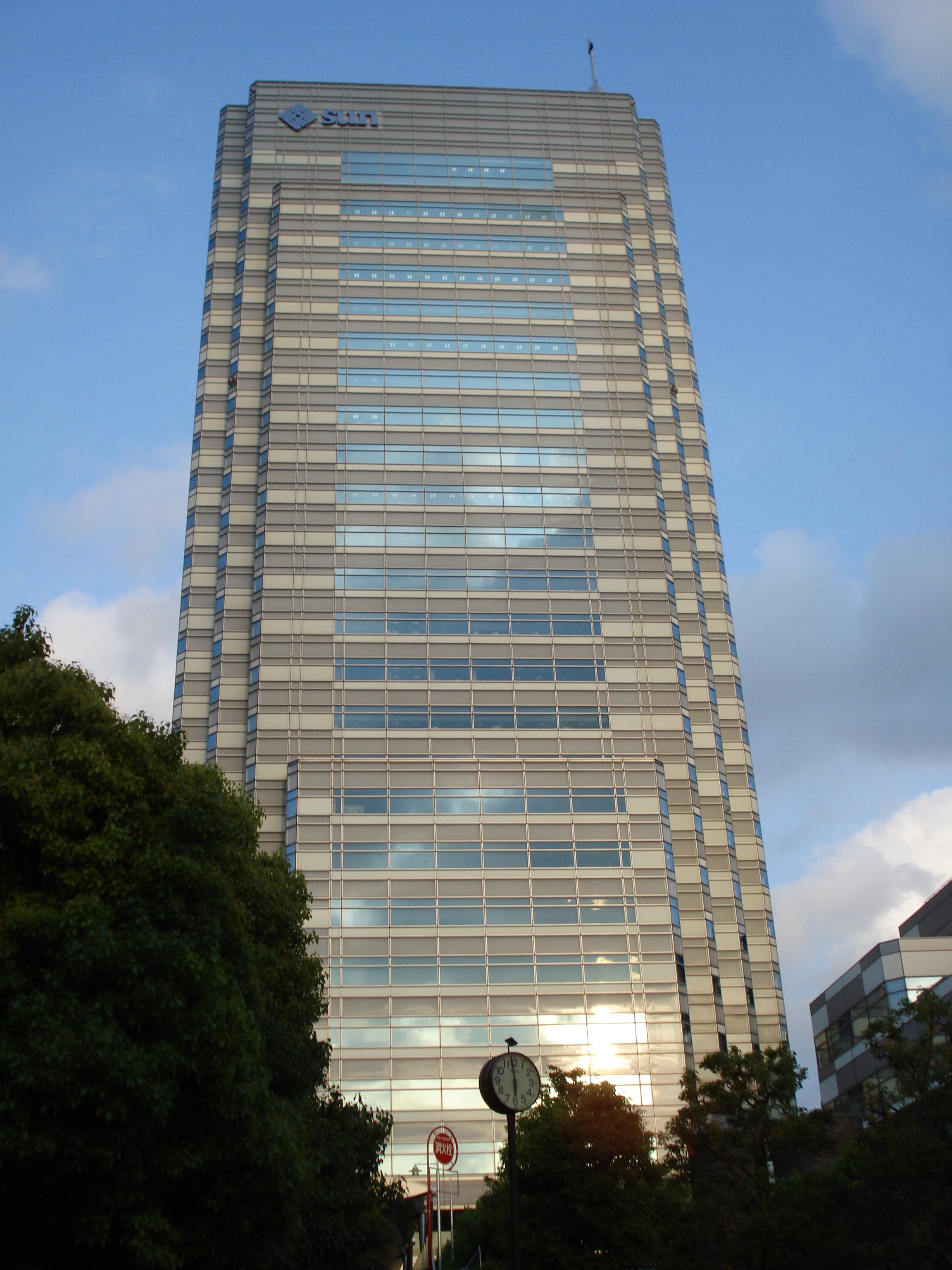
ساختمان بیزنس اسکور در یوگا

یوگا (به ژاپنی: 用賀 Yōga) یکی از محله‌های توکیو پایتخت ژاپن است که در منطقهٔ ستاگایا واقع شده‌است. پارک کینوتا در این محله است.

## ایستگاه قطار
خط توکیو دن-ئن-توشی، ایستگاه یوگا